# دیتر پرستین
دیتر پرستین (انگلیسی: Dieter Prestin؛ زادهٔ ۲۳ اوت ۱۹۵۶) بازیکن فوتبال اهل آلمان است.
از باشگاه‌هایی که در آن بازی کرده‌است می‌توان به باشگاه فوتبال کلن اشاره کرد.